# Pelourinho de Freixiel
O Pelourinho de Freixiel localiza-se na freguesia de Freixiel, no município de Vila Flor, distrito de Bragança, em Portugal.
Este pelourinho encontra-se classificado como Imóvel de Interesse Público desde 1933.